# Democracia de Agricultores y Trabajadores de Schleswig-Holstein
Democracia de Agricultores y Trabajadores de Schleswig-Holstein  (alemán: Schleswig-Holsteinische Bauern- und Landarbeiterdemokratie, SHBLD), más tarde conocido como el Partido Regional de Schleswig-Holstein (alemán: Schleswig-Holsteinische Landespartei) fue un partido político regionalista basado en el estado de Schleswig-Holstein existente durante la República de Weimar. El partido ganó un escaño en la elección federal 1919 y uno en Prusia el mismo año.
Un partido moderado que se inclinó hacia el liberalismo, el SHBLD cooperó con el Partido Popular Alemán en las elecciones de 1919. Sin embargo Hinrich Lohse, quien fue nombrado Secretario General del partido en 1920, pasó a servir como miembro del Partido Nazi.